# Sofijiwka (Krywyj Rih, Losuwatka)
Sofijiwka (ukrainisch Софіївка; russisch Софиевка Sofijewka) ist ein Dorf im Westen der ukrainischen Oblast Dnipropetrowsk mit 1210 Einwohnern.
Das im frühen 19. Jahrhundert gegründete Dorf hieß bis 1953 Sofijewo-Hejkiwka (ukrainisch Софієво-Гейківка), bis 1963 Sofijewo (ukrainisch Софієво) und danach bis zum 19. Mai 2016 Walowe (ukrainisch Валове; russisch Валовое Walowoje – zu Ehren eines Sowjetmilizionärs der während der Gründungsphase der Sowjetunion bei bewaffneten Auseinandersetzungen starb), schließlich wurde es im Rahmen der Dekommunisierung in der Ukraine in Sofijiwka umbenannt.

## Geographie
Das Dorf mit einer Fläche von 2,65 km² liegt im Westen des Rajon Krywyj Rih am rechten Ufer des Bokowa 35 km westlich des Stadtzentrums der Rajonshauptstadt Krywyj Rih und 5 km nordöstlich der Siedlung städtischen Typs Chrystoforiwka.

## Verwaltungsgliederung
Am 12. Juni 2020 wurde das Dorf ein Teil der neugegründeten Landgemeinde Losuwatka, bis dahin bildete es zusammen mit dem Dorf Iwaniwka (ukrainisch Іванівка) die gleichnamige Landratsgemeinde Sofijiwka (Софіївська сільська рада/Sofijiwska silska rada) im Westen des Rajons Krywyj Rih.